# LGV Pékin - Canton
La ligne à grande vitesse Pékin - Canton, ou LGV Jing-guang (chinois simplifié : 京广高速铁路 ; chinois traditionnel : 京廣高速鐵路 ; pinyin : Jing Guang Gaosu Tielu) est une ligne à grande vitesse de 2 087 kilomètres de long reliant Pékin et Canton, en Chine.
La ligne traverse notamment les capitales de plusieurs provinces telles que les villes de Shijiazhuang, Zhengzhou, Wuhan, Changsha et Guangzhou. Elle est prolongée au sud en direction de Hong Kong avec la LGV Canton - Shenzhen - Hong Kong.

## Historique
La ligne est constituée de trois tronçons majeurs, construits sur différentes phases et progressivement mis en service entre 2009 et 2012.

### Pékin - Shijiazhuang (Jing-shi)
Ce tronçon a été ouvert le 26 décembre 2012, d'une longueur de 281 km. Sa mise en fonction permet de réduire le temps de trajet de 2 heures précédemment à cinquante minutes. Les départs se font depuis la gare de Pékin-Ouest jusqu'à la gare de Shijiazhuang.

### Shijiazhuang - Wuhan (Shi-wu)
Ce tronçon a été inauguré en deux parties : Shijiazhuang - Zhengzhou le 26 décembre 2012 et Zhengzhou - Wuhan le 28 septembre 2012. Il dessert les provinces de Henan et du Hubei. Le temps de trajet entre les deux villes Wuhan et Zhengzhou est de deux heures. La construction de ce tronçon avait débuté en 2008. Ce tronçon a une longueur de 536 kilomètres. L'investissement total a été de 57 milliards de yuans (soit environ 6 milliards d'euros).

### Wuhan - Canton (Wu-guang)
Ce tronçon est le premier à être inauguré le 26 décembre 2009 pour une longueur totale de 968 kilomètres.

## Exploitation
La vitesse de 350 kilomètres par heure était envisagée avant que les autorités ferroviaires chinoises ne choisissent de limiter la vitesse de ses trains à 300 kilomètres par heurepour des raisons de sécurité.
Depuis 2017, les lignes supportant la vitesse de 350km/h s'ouvrent à nouveau à cette vitesse maximale, notamment avec la mise en service des nouveaux trains Fuxing.